# Дражевац (Обреновац)
Дражевац је насеље у градској општини Обреновац у граду Београду. Према попису из 2022. било је 1056 становника.
Овде се налази кућа у којој је рођен Александар Ранковић, као и Стара задружна кућа Ранковића. Овде постоје ОШ „Дражевац” и Црква Светог Николе.

## Демографија
У насељу Дражевац живи 1271 пунолетни становник, а просечна старост становништва износи 44,1 година (43,0 код мушкараца и 45,3 код жена). У насељу има 516 домаћинстава, а просечан број чланова по домаћинству је 2,98.
Ово насеље је великим делом насељено Србима (према попису из 2002. године), а у последња три пописа, примећен је пад у броју становника.
|  |

| Демографија | Демографија | Демографија |
| Година      | Становника  | Становника  |
| ----------- | ----------- | ----------- |
| 1948.       | 1.873       |             |
| 1953.       | 1.934       |             |
| 1961.       | 1.793       |             |
| 1971.       | 1.677       |             |
| 1981.       | 1.645       |             |
| 1991.       | 1.573       | 1.515       |
| 2002.       | 1.536       | 1.617       |

| Етнички састав према попису из 2002.‍ | Етнички састав према попису из 2002.‍ | Етнички састав према попису из 2002.‍ | Етнички састав према попису из 2002.‍ | Етнички састав према попису из 2002.‍ |
| ------------------------------------ | ------------------------------------ | ------------------------------------ | ------------------------------------ | ------------------------------------ |
|                                      |                                      |                                      |                                      |                                      |
| Срби                                 | Срби                                 |                                      | 1.460                                | 95,05%                               |
| Роми                                 | Роми                                 |                                      | 50                                   | 3,25%                                |
| Црногорци                            | Црногорци                            |                                      | 7                                    | 0,45%                                |
| Југословени                          | Југословени                          |                                      | 7                                    | 0,45%                                |
| Хрвати                               | Хрвати                               |                                      | 1                                    | 0,06%                                |
| Муслимани                            | Муслимани                            |                                      | 1                                    | 0,06%                                |
| непознато                            | непознато                            |                                      | 4                                    | 0,26%                                |

| Година пописа     | 1948. | 1953. | 1961. | 1971. | 1981. | 1991. | 2002. |
| ----------------- | ----- | ----- | ----- | ----- | ----- | ----- | ----- |
| Број домаћинстава | 422   | 465   | 484   | 486   | 476   | 466   | 516   |

| Број чланова      | 1   | 2   | 3  | 4  | 5  | 6  | 7  | 8 | 9 | 10 и више | Просек |
| ----------------- | --- | --- | -- | -- | -- | -- | -- | - | - | --------- | ------ |
| Број домаћинстава | 107 | 144 | 84 | 88 | 45 | 30 | 14 | 2 | 2 | 0         | 2,98   |

| Пол    | Укупно | Неожењен/Неудата | Ожењен/Удата | Удовац/Удовица | Разведен/Разведена | Непознато |
| ------ | ------ | ---------------- | ------------ | -------------- | ------------------ | --------- |
| Мушки  | 662    | 198              | 398          | 42             | 24                 | 0         |
| Женски | 666    | 121              | 388          | 139            | 17                 | 1         |
| УКУПНО | 1.328  | 319              | 786          | 181            | 41                 | 1         |

| Пол    | Укупно                    | Пољопривреда, лов и шумарство | Рибарство                            | Вађење руде и камена | Прерађивачка индустрија       |
| ------ | ------------------------- | ----------------------------- | ------------------------------------ | -------------------- | ----------------------------- |
| Мушки  | 364                       | 157                           | 0                                    | 2                    | 65                            |
| Женски | 189                       | 87                            | 0                                    | 0                    | 14                            |
| УКУПНО | 553                       | 244                           | 0                                    | 2                    | 79                            |
| Пол    | Производња и снабдевање   | Грађевинарство                | Трговина                             | Хотели и ресторани   | Саобраћај, складиштење и везе |
| Мушки  | 15                        | 32                            | 26                                   | 3                    | 24                            |
| Женски | 1                         | 3                             | 26                                   | 5                    | 7                             |
| УКУПНО | 16                        | 35                            | 52                                   | 8                    | 31                            |
| Пол    | Финансијско посредовање   | Некретнине                    | Државна управа и одбрана             | Образовање           | Здравствени и социјални рад   |
| Мушки  | 0                         | 10                            | 13                                   | 2                    | 6                             |
| Женски | 0                         | 4                             | 4                                    | 11                   | 21                            |
| УКУПНО | 0                         | 14                            | 17                                   | 13                   | 27                            |
| Пол    | Остале услужне активности | Приватна домаћинства          | Екстериторијалне организације и тела | Непознато            | Непознато                     |
| Мушки  | 5                         | 0                             | 0                                    | 4                    | 4                             |
| Женски | 3                         | 3                             | 0                                    | 0                    | 0                             |
| УКУПНО | 8                         | 3                             | 0                                    | 4                    | 4                             |